# Sovere
Sovere [ˈsoːveɾe] (Sóer [ˈsoɛɾ] in dialetto bergamasco) è un comune italiano di 5 336 abitanti della provincia di Bergamo in Lombardia.
Situato nella Val Borlezza, dista circa 40 chilometri a nord-est dal capoluogo orobico.

## Geografia fisica

### Territorio
Il territorio comunale si sviluppa lungo il corso del torrente Borlezza, nell'omonima valle, ed è composto dalle frazioni Piazza e Sellere, sulla sinistra orografica della valle, e dal nucleo abitativo di Sovere.
Questo a sua volta è formato da due borghi posti sulle opposte rive del torrente Borlezza: il borgo San Martino, posto sulla destra orografica, e il borgo San Gregorio sulla sinistra.
Il tutto inserito in un contesto dall'alto valore naturalistico, con numerose montagne circostanti che offrono la possibilità di numerose escursioni adatte ad ogni tipo di utente, con paesaggi mozzafiato sull'intera vallata, nonché sul vicino lago d'Iseo.

## Storia
Le origini del paese risalgono all'epoca romana, come confermano alcuni ritrovamenti di monete e altro materiale risalente a quel periodo. Pare difatti che i romani utilizzassero la zona per controllare lo sbocco della stessa valle Borlezza verso la val Camonica, centro nevralgico dei trasporti e dei commerci.
Al termine della dominazione romana, il paese subì le scorrerie di alcune tribù “barbare”, tra cui gli Alani e gli Ungari, che perpetrarono saccheggi ai danni della popolazione, la quale dovette subire anche una serie impressionante di pestilenze e terremoti.
Tuttavia il primo documento scritto che attesta l'esistenza del toponimo di Sovere risale all'anno 837, quando viene indicato come Suberas. Qualche anno più tardi nei documenti il nome cambia fino ad assumere la nuova denominazione.
Il territorio, dopo essere passato sotto la dominazione longobarda prima, e del Sacro Romano Impero poi, fu ceduto al vescovo della città di Bergamo come riconoscimento dei favori compiuti in sede dei trattati di pace, con un editto redatto nel 1168.
I secoli seguenti, in pieno periodo medievale, videro il paese al centro delle dispute fratricide tra guelfi e ghibellini. A tal periodo risale un castello, posto ai margini del centro abitato, di proprietà della famiglia Foresti.
Gli scontri ebbero il loro apice nel corso del XIV secolo, e terminarono soltanto con l'annessione del territorio alla Repubblica di Venezia.
Nei secoli successivi il paese seguì le sorti del resto della provincia di Bergamo.
Nel 1928 il comune assume le dimensioni attuali quando viene ad esso aggregato il comune di Sèllere.

### Simboli
Lo stemma e il gonfalone sono stati concessi con decreto del presidente della Repubblica del 2 maggio 1963.
Nello stemma sono rappresentati la chiesa di San Martino, fondata accanto alla vecchia torre medievale, e il ponte di pietra, costruito nel 1892, che unisce i borghi di San Martino e di San Gregorio.
Il gonfalone è un drappo tagliato di rosso e di azzurro.

## Monumenti e luoghi d'interesse
Numerosi sono le costruzioni degne di nota, tra cui i numerosi palazzi dislocati su tutto il territorio comunale. Il principale è palazzo Venturi, posto nel borgo San Gregorio e risalente al XVII secolo. Edificato dalla famiglia Bonassoli in perfetto stile barocco con affreschi importanti, dal 1973 è riconosciuto come monumento nazionale.
Palazzo Bottaini risalente al XVIII secolo e strutturato in due edifici è sede della biblioteca civica. Frontalmente a esso si trova palazzo Zitti, risalente al XVI secolo e circondato dal parco. Caratteristico è il loggiato costituito da piccoli archi e colonne in pietra di Sarnico.
Nel borgo San Martino si trovano invece palazzo Baroni, risalente al XIX secolo, e palazzo Longhini, dotato di un cortile con una fontana e porticato.
Caratteristico del palazzo Longhini il grande portone, alto più di 5 metri, in frassino dipinto di un verde brillante che contrasta col giallo della facciata. Due colonne in pietra di Sarnico a sorreggere il porticato, le quali sono fornite degli originali ganci funzionali a legare i cavalli sul ciottolato, ganci che sono anche un emblema della fucina "Longhini & Botta" che aveva sede in Sovere, e i cui uncini sono probabilmente stati forgiati dalla stessa mano del Longhini.
Palazzo Silvestri, utilizzato come centro scolastico, è di origine seicentesca, possiede pavimenti mosaicati in stile veneziano e affreschi con scene risorgimentali dipinte da Antonio Guadanini. Era utilizzato dalla famiglia Silvestri, di gran rilievo in quei tempi, dapprima come abitazione poi come residenza per le vacanze. Palazzo Foresti è ciò che resta dell'antica fortificazione risalente al XIII secolo, con relativa torre difensiva.
La Malga Lunga. Situata sul monte di Sovere che sovrasta il paese, e vicina al confine con il comune di Gandino, è adibita a museo della resistenza, a memoria degli avvenimenti bellici che qui si verificarono nel 1944, nel corso della seconda guerra mondiale.
Numerosi sono anche gli edifici religiosi:
la chiesa di Santa Maria e Santa Elisabetta, situata nella frazione di Sellere, custodisce opere pittoriche risalenti al XV e al XVII secolo.
Il convento dei Frati Cappuccini, venne edificato nel corso del XVI secolo, ed è dotato di un caratteristico chiostro e di una chiesetta, nonché la chiesa parrocchiale dedicata a san Martino vescovo, che ha origine fin dal primo millennio e conserva le pale d'altare di Giovan Battista Moroni.
Il santuario della Beata Vergine della Torre posto dislocato su di un'altura.
Riedificato nel corso del XVII secolo in luogo di un'antica costruzione risalente addirittura al IX secolo, possiede tre navate con colonne in pietra di Sarnico e numerosi stucchi ricoperti d'oro. Numerosi furono gli artisti che collaborarono all'esecuzione dei lavori: tra questi Battista Agazzi, G.Maria Ongaro, Alessandro Armani, Andrea Fantoni, Marziale e Domenico Carpinoni, i fratelli Serassi, Antonio Cifrondi e il Cavagna.
La chiesa parrocchiale di Sant'Antonio Abate nella frazione di Piazza risalente al XVI secolo.

## Infrastrutture e trasporti
Il territorio comunale è attraversato dalle strade statali 42 del Tonale e della Mendola e 671 dir della Valle Borlezza.
Fra il 1901 e il 1931 la località ospitò una stazione lungo la tranvia della val Cavallina, che nei primi anni di esercizio ne costituiva il capolinea provvisorio.

## Amministrazione
| Periodo        | Periodo        | Primo cittadino                | Partito                          | Carica                  | Note   |
| -------------- | -------------- | ------------------------------ | -------------------------------- | ----------------------- | ------ |
| 1865           | 1868           | Bortolo Silvestri              |                                  | Sindaco                 | [ 10 ] |
| 1868           | 1879           | Carlo Zitti                    |                                  | Sindaco                 | [ 10 ] |
| 1879           | 1881           | Bortolo Silvestri              |                                  | Sindaco                 | [ 10 ] |
| 1881           | 1888           | Geremia Merati                 |                                  | Sindaco                 | [ 10 ] |
| 1888           | 1890           | Giovanni Venturi               |                                  | Sindaco                 | [ 10 ] |
| 1890           | 1893           | Giuseppe Bottaini              |                                  | Sindaco                 | [ 10 ] |
| 1893           | 1899           | Geremia Forchini               |                                  | Sindaco                 | [ 10 ] |
| 1899           | 1904           | Achille Baroni                 |                                  | Sindaco                 | [ 10 ] |
| 1904           | 1904           | Francesco Cattaneo             |                                  | Sindaco                 | [ 10 ] |
| 1905           | 1911           | Pietro Salaroli Pegurri        |                                  | Sindaco                 | [ 10 ] |
| 1911           | 1917           | Beniamino Baroni               |                                  | Sindaco                 | [ 10 ] |
| 1917           | 1921           | Giuseppe Bottaini              |                                  | Sindaco                 | [ 10 ] |
| 1921           | 1925           | Angelo Pezzotti                |                                  | Sindaco                 | [ 10 ] |
| 1925           | 1929           | Angelo Pezzotti                |                                  | Sindaco                 | [ 10 ] |
| 1929           | 1930           | Giuseppe Zanni                 |                                  | Commissario Prefettizio | [ 10 ] |
| 1930           | 1935           | Tarcisio Bojelau               |                                  | Podestà                 | [ 10 ] |
| 1936           | 1936           | F. Diconzo                     |                                  | Commissario Prefettizio | [ 10 ] |
| 1936           | 1936           | Luigi Zitti                    |                                  | Podestà                 | [ 10 ] |
| 1936           | 1936           | Giuseppe Zanni                 |                                  | Podestà                 | [ 10 ] |
| 1937           | 1944           | Pietro Gallini                 |                                  | Podestà                 | [ 10 ] |
| 1944           | 1945           | Beniamino Baroni               |                                  | Commissario Prefettizio | [ 10 ] |
| 1945           | 1945           | Leonardo Giovè                 |                                  | Sindaco                 | [ 10 ] |
| 1945           | 1946           | Beniamino Baroni               |                                  | Commissario Prefettizio | [ 10 ] |
| 1946           | 1946           | Piero Guizzetti                |                                  | Sindaco                 | [ 10 ] |
| 1946           | 1950           | Natale Carrara                 |                                  | Sindaco                 | [ 10 ] |
| 1950           | 1955           | Natale Carrara                 |                                  | Sindaco                 | [ 10 ] |
| 1955           | 1960           | Carlo Zanni                    |                                  | Sindaco                 | [ 10 ] |
| 1960           | 1965           | Giacomo Cattaneo               |                                  | Sindaco                 | [ 10 ] |
| 1965           | 1970           | Giacomo Cattaneo               |                                  | Sindaco                 | [ 10 ] |
| 1970           | 1975           | Giacomo Cattaneo               |                                  | Sindaco                 | [ 10 ] |
| 1975           | 1980           | Battista Guizzetti             |                                  | Sindaco                 | [ 10 ] |
| 1980           | 1985           | Mario Carrara                  | Lista civica                     | Sindaco                 | [ 10 ] |
| 1985           | 1990           | Mario Carrara                  | Lista civica                     | Sindaco                 | [ 10 ] |
| 1990           | 1995           | Mario Carrara                  | Lista civica                     | Sindaco                 | [ 10 ] |
| 23 aprile 1995 | 13 giugno 1999 | Mario Carrara                  | Lista civica                     | Sindaco                 | [ 11 ] |
| 13 giugno 1999 | 2001           | Luigi Minerva                  | Lista civica                     | Sindaco                 | [ 11 ] |
| 2001           | 2002           | Sebastiano Di Marco Pizzongolo |                                  | Commissario prefettizio | [ 10 ] |
| 26 maggio 2002 | 27 maggio 2007 | Arialdo Pezzetti               | Lista civica                     | Sindaco                 | [ 11 ] |
| 27 maggio 2007 | 6 maggio 2012  | Arialdo Pezzetti               | Lista civica Progetto per Sovere | Sindaco                 | [ 11 ] |
| 6 maggio 2012  | 12 giugno 2022 | Francesco Filippini            | Lista civica Per Sovere          | Sindaco                 | [ 11 ] |
| 12 giugno 2022 | in carica      | Federica Cadei                 | Lista civica Sovere Futura       | Sindaco                 | [ 11 ] |

## Società

### Evoluzione demografica
Abitanti censiti